# Curly Howard
Curly Howard, nascido Jerome Lester Horwitz (Nova Iorque, 22 de outubro de 1903 — São Gabriel, 18 de janeiro de 1952), foi um ator e comediante estadunidense, membro do grupo cômico Os Três Patetas, junto com seus irmãos mais velhos Moe Howard e Shemp Howard, e o ator Larry Fine. Para muitos críticos e fãs dos Três Patetas, Curly foi o membro mais engraçado e popular que se destacou no grupo.

## Infância e adolescência
O nome verdadeiro de Curly era Jerome Lester Horwitz. Ele nasceu em 22 de outubro de 1903 no Brooklyn, Nova York. De ascendência judaica lituana, Curly era o mais jovem dos cinco irmãos Horwitz. Por ser o mais novo, seus irmãos o apelidaram de Babe. O apelido "Babe" pertenceu a ele até quando seu irmão mais velho, Shemp Howard, se casou com Gertrude Frank, que também foi apelidada de "Babe" e a partir daí, os irmãos chamaram-no de "Curly" para evitar confusão. Curly sempre foi uma criança muito tranquila, que raramente causava problemas para seus pais (diferente de seus irmãos mais velhos Moe e Shemp).
Curly era um estudante medíocre, mas se destacava como atleta no time de basquete de sua escola. Ele não se graduou no ensino médio e começou a trabalhar em alguns empregos, embora estivesse constantemente seguindo seus irmãos mais velhos, a quem idolatrava. Curly também era cantor e dançarino de salão, aparecendo regularmente no Triangle Ballroom em Brooklyn, onde ocasionalmente encontrou com George Raft.
Em 1915, ele acidentalmente atirou em seu tornozelo esquerdo enquanto limpava um rifle. Moe o levou imediatamente para um  hospital e salvou sua vida. Esse acidente resultou em sua perna esquerda ficar notavelmente mais fina e com uma leve coxeadura. Este evento marcou o resto de sua vida, mesmo com ele tentando, de maneira insatisfatória, uma cirurgia de recuperação. Anos mais tarde, quando se apresentou com os Três Patetas, Curly utilizou esse acidente de forma cômica, criando sua famosa caminhada exagerada, para assim, disfarçar sua deficiência em caminhar.
Ainda jovem, Curly tinha se interessado pela comédia, após assistir seus irmãos Moe e Shemp se apresentarem nos teatros de Vaudeville com Ted Healy, embora nunca tenha participado com eles em suas apresentações.

## Início da carreira
Com o passar dos anos, os irmãos Moe e Shemp se juntaram à Larry Fine como parte do show de Ted Healy e começaram a fazer sucesso com o número Ted Healy and his Stooges. Logo, o grupo conseguiu um contrato com a Fox Filmes - percursora da 20th Century Fox e realizaram seu primeiro filme: Soup to Nuts (1930). Shemp, no entanto, não suportava o comportamento agressivo e o alcoolismo de Healy e abandonou o grupo, sendo contratado, quase que imediatamente pelo estúdio Vitaphone e seguindo carreira solo.
Com a saída de Shemp, Moe sugeriu que Curly pegasse o papel de terceiro Pateta. Mas, Healy sentiu que Curly, com seu cabelo grosso, castanho e seu bigode, não parecia ser engraçado. Curly então, saiu e voltou minutos depois com a cabeça raspada (o bigode permaneceu muito brevemente). Healy o batizou de Curly (que em inglês significa encaracolado, mais precisamente, alguém que possui cabelos cacheados), e como ele era careca, todos perceberam que o apelido seria um trocadilho perfeito. Em uma das poucas entrevistas que Curly deu em sua vida, queixou-se da perda de seus cabelos: "Eu tive que fazer a barba até a pele."
Entre 1933 e 1934, o novo trio junto com Ted Healy, foram contratados pela MGM, onde estrelaram seus primeiros filmes. Healy foi contratado pela MGM como um comediante solo e deixou o grupo para prosseguir sua própria carreira. Assim como Shemp, o trio formado por Moe, Larry e Curly também  não suportava o alcoolismo e a agressividade de Healy. E como os três já eram bastante conhecidos também seguiram com sua carreira, renomeando o nome do grupo para The Three Stooges (Os Três Patetas, no Brasil e Os Três Estarolas em Portugal).

## Os Três Patetas (1934-1946)
Em 1934, o trio assinou um complexo contrato com a Columbia Pictures, onde estrelarem os seus famosos curtas-metragens. Os Três Patetas logo se tornaram uma das atrações mais populares do estúdio e atingiram o seu auge nos anos 30 e 40. A combinação de Moe, Larry e Curly durou 12 anos e na opinião da maioria dos fãs e críticos, foi tida com a melhor formação do grupo, produzindo os melhores trabalhos, com roteiros mais fortes e situações mais hilariantes.
Curly era claramente o membro mais popular da equipe. Sua voz, seu jeito infantil, seus atos acrobáticos, gestos e expressões fizeram dele um sucesso com o público (principalmente com as crianças) mesmo ele tendo pouca experiência em atuar. Os diretores enfatizaram que Curly, muitas vezes, improvisava e mudava o script, quando se esquecia do texto. Moe confirmou mais tarde, que de fato, Curly muitas vezes esquecia suas falas e apenas improvisava com o que estava acontecendo, para não estragar a cena. Uma ocasião curiosa foi que uma vez, Curly esqueceu completamente o seu diálogo e imediatamente se jogou no chão e começou a girar como um pião até se lembrar o que queria dizer. Simplesmente era impossível saber o que aconteceria logo em seguida, com Curly frente às câmeras.
Curly também ficou conhecido por ter uma cabeça "indestrutível", capaz de quebrar qualquer coisa que o agredia. Ele frequentemente era acertado por objetos inanimados (incluindo bolos, ferramentas, utensílios, etc.) em várias situações hilárias. Embora não tivesse realizado nenhum treinamento especial, suas habilidades cômicas eram excepcionais. Muitas vezes, os diretores simplesmente deixavam a câmera rodar livremente, com Curly improvisando. Jules White, em particular, permitia que Curly improvisasse por vários minutos ao invés de seguir o script: "Se nós escrevêssemos uma cena e precisássemos de algo extra, eu diria à Curly: Olha, nós temos um espaço vazio para preencher no texto com um de seus "woob-woob". Ou qualquer outra coisa. E ele nunca nos decepcionou".
Inicialmente, Curly teve destaque em Punch Drunks (1934), o segundo curta da série, em que interpreta um tímido garçom que se descontrola e fica totalmente louco quando ouve a música "Pop Goes the Weasel", nocauteando assim qualquer pessoa que ele encontrar. No filme, Moe percebe o enorme talento de Curly como lutador e se oferece para ser seu empresário, com Larry tocando a música com o seu violino. Essa seria a primeira das quatro vezes na série (as outras três vezes foram em Horses' Collars (1935), Grips, Grunts and Groans (1937) e Tassels in the Air (1938) em que o normalmente passivo Curly muda de comportamento e se torna violento ao ver, ouvir ou cheirar algo.
Posteriormente, os filmes dos Três Patetas produzidos na "Era Curly" mostraram o grupo no auge do sucesso. Os episódios dessa fase estão entre os considerados melhores do seriado, incluindo grandes clássicos como Hoi Polloi (1935), Three Little Beers (1935), Uncivil Warriors (1935), Disorder in the Court (1936), A Pain in the Pullman (1936), The Sitter Downers (1937), Violent Is the Word for Curly (1938), In the Sweet Pie and Pie (1941), além de outros. O curta dessa época que merece destaque seria Men in Black (1934), na medida em que foi o único filme do trio indicado para um Óscar, na categoria de "Melhor Curta-metragem de Comédia".
Quando os Três Patetas atingiram seu auge no final da década de 1930, seus filmes praticamente se voltaram para as performances cômicas desenfreadas de Curly. Clássicos como A Plumbing We Will Go (1940), We Want Our Mummy (1938), An Ache in Every Stake (1941), e Cactus Makes Perfect (1942) mostram a habilidade de Curly em pegar objetos inanimados (como comida, ferramentas, etc) e transformá-los em adereços cômicos engenhosos.
No palco, Curly desenvolveu uma série de reações e expressões que mais tarde utilizou nos curtas:
- "N'yuk, n'yuk, n'yuk" - o riso tradicional de Curly;
- "Woo, woo, woo" - utilizado quando estava assustado, atordoado, ou flertando com uma mulher;
- "Hmmm!" - um som sub-respiratório, agudo, destinado a mostrar emoções diferentes, incluindo interesse, excitação, frustração ou raiva. Uma de suas reações/expressões mais usadas;
- "Nyahh-ahhh-ahhh!" - reação de medo (esta expressão foi usada por outros Patetas, quando Curly deixou o grupo)
- "Laaa-Deeeeeee" ou simplesmente "Laaa, laaa, laaa" - a "canção" que Curly usava quando trabalhava. Também usada quando ele estava agindo inocentemente antes de enganar um inimigo;
- "Ruff Ruff" - imitava um latido de cão. Foi usado para assustar seus inimigos, antes de sair de cena, ou quando encontrava uma mulher atraente;
- "Ha-cha-cha-cha-cha!" - um bordão do famoso Jimmy Durante, usado com mais moderação do que outras expressões;
- "Eu sou uma vítima das circunstâncias";
- "Certamente";
- "Eu vou matar você!" - usado como uma ameaça, mas muito mais usado por Moe do que por Curly);
- "Huff huff huff!" - quando estava aguçado, bufando, excitado ou para provocar um inimigo;
- "Ah-ba-ba-ba-ba-ba-ba!" - usado durante seus últimos anos, uma espécie de disparate, de gritos agudos que significavam estar assustado ou excessivamente excitado;
- "Indubitavelmente" - uma expressão usada para fingir uma resposta inteligente;
- "Hee Beee Beee Beee Beee Beee" - reação assustada ou embaraçada;
- "Um cara sábio, hein?" - resposta irritada;
- "Veja!" - observação surpreendida, geralmente sobre um objeto comum;
- "Diga algumas sílabas" - para outro Pateta (ferido), geralmente Moe.

Com o sucesso do personagem, Moe estava convencido de que o humorista Lou Costello (um amigo próximo de Shemp) estivesse imitando Curly. Costello adquiriu cópias dos filmes dos Três Patetas da Columbia, para assim, estudar Curly. Inevitavelmente, Costello teria se "inspirado" no personagem Curly para produzir os seus próprios filmes de Abbott & Costello, para o desgosto de Moe. O presidente da Columbia Pictures, Harry Cohn, também não ajudou muito nessa época, pois não permitia que os Três Patetas fizessem longas-metragens como os contemporâneos Laurel and Hardy, os Marx Brothers e Abbott & Costello).

## Doenças

### Lenta decadência
A partir de 1944, a energia de Curly começou a diminuir. Durante anos, Curly suportava golpes constantes na cabeça - a maioria dos quais, de acordo com Moe, eram tão reais como pareciam - provocando uma série de pequenas hemorragias cerebrais. Filmes como Idle Roomers (1944) e Booby Dupes (1945) apresentaram um Curly cuja voz era mais grossa e com performances mais lentas. Acredita-se que sofreu o primeiro de muitos derrames entre as filmagens de Idiots Deluxe (outubro de 1944) e If a Body Meets a Body (março 1945). Após a filmagem do longa-metragem Rockin 'in the Rockies (dezembro de 1944), Curly  finalmente foi a um hospital em Santa Barbara, Califórnia (por insistência de Moe) e foi diagnosticado com hipertensão extrema, hemorragia retinal e obesidade. Sua saúde debilitada o forçou a descansar, por alguns meses, participando junto com Moe e Larry de apenas cinco curtas-metragens que foram liberados em 1945 (normalmente, eles faziam de seis a oito por ano).
Os Três Patetas tinham cinco meses de folga entre agosto de 1945 e janeiro de 1946. Eles usaram esse tempo para registrar um filme na Monogram e depois chegaram à cidade de Nova York, onde ficaram por 7 dias. Lá, Curly conheceu e se casou com sua quarta esposa, Marion Buxbaum. Este relacionamento deteriorou ainda mais a saúde e a moral de Curly. Retornando a Los Angeles, no final de novembro de 1945, Curly era apenas uma antiga sombra do que era no passado.  Apesar de 8 semanas de folga, a condição de Curly continuou a deteriorar-se. Não querendo interromper a produção da rentável série, o presidente da Columbia Pictures, Harry Cohn, não permitiu que o comediante tivesse um tempo adequado para a recuperação.

### O Derrame de 1946
No início de 1946, a voz de Curly se tornara ainda mais grossa do que antes e era cada vez mais difícil para ele, se lembrar dos diálogos mais simples. Tinha perdido uma quantidade considerável de peso e estava cada vez mais fraco. Além disso, começaram a surgir rugas em seu rosto. Com poucas exceções, os últimos 12 curtas em que Curly apareceu (de um total de 97) foram considerados os piores de sua brilhante carreira iniciada em 1932, sendo muito irregulares e sem a mesma energia de antes.
Half-Wits Holiday (remake de Hoi Polloi de 1935) lançado em 1947, marca a última aparição de Curly como um membro oficial dos Três Patetas. Durante as filmagens, em 6 de maio de 1946, Curly sofreu um derrame cerebral grave enquanto estava sentado na cadeira do diretor Jules White, esperando para filmar a última cena do dia. Quando Curly foi chamado para subir ao palco, ele não respondeu. Moe foi procurar seu irmão: ele encontrou Curly com a cabeça caída no peito. Moe mais tarde lembrou que sua boca estava distorcida e ele era incapaz de falar. Curly conseguia apenas chorar. Moe calmamente alertou White sobre o ocorrido e este último, iria reescrever a cena rapidamente, dividindo a ação entre Moe e Larry, enquanto Curly era levado às pressas para o hospital. Moe partiu imediatamente atrás de Curly após a filmagem. Curly passou várias semanas na Motion Picture and Television Country House and Hospital em Woodland Hills, California, antes de retornar para a casa, para uma maior recuperação.
Em janeiro de 1945, Shemp tinha sido recrutado para substituir Curly que estava de repouso durante suas apresentações ao vivo em Nova Orleans. Após o terrível derrame sofrido por Curly, Moe pediu para que Shemp voltasse a fazer parte do trio. Shemp, que estrelava sua carreira solo, concordou em substituir Curly nos curtas da Columbia, mas apenas até que seu irmão mais novo estivesse bom o suficiente para voltar à atuar, algo que infelizmente, não aconteceu. Durante os últimos dois anos da carreira de Curly, Shemp foi recrutado ocasionalmente para as apresentações ao vivo, até se tornar permanente.

### Últimas aparições com os Três Patetas
Curly havia se recuperado um pouco em 1947 e estava convalescendo. Com os cabelos crescidos, fez uma breve e pequena aparição como um passageiro de trem latindo em seu sono no terceiro filme após o retorno do seu irmão Shemp, Hold That Lion! (1947). Foi o único filme que apresentou Larry Fine e os três irmãos Howard - Moe, Shemp e Curly - simultaneamente. O diretor White, mais tarde, disse que fez isso espontaneamente,  durante a visita inesperada de Curly no estúdio:
| “ | "Foi uma ideia de impulso-de-momento. Curly estava visitando o set; isso foi algum tempo após sofrer seu acidente vascular cerebral. Aparentemente ele veio sozinho, desde que eu não vi uma enfermeira com ele. Ele estava sentado ao redor, lendo um jornal. Quando entrei, o jornal que ele tinha na frente de seu rosto desceu e ele me cumprimentou. Eu pensei que seria engraçado tê-lo brevemente na cena e ele estava feliz em fazê-lo." | ” |

Curly ainda filmou uma segunda pequena aparição como um irado chef de cozinha, dois anos mais tarde, para o curta Malice in the Palace (1949), mas devido à sua doença, sua performance não foi considerada boa o suficiente e suas cenas foram cortadas. Existe uma foto dessa cena excluída, mostrando Curly novamente junto com Shemp, Moe e Larry.

### Aposentadoria
Ainda não totalmente recuperado de seu AVC, Curly conheceu Valerie Newman, sua última esposa, com quem se casou em 31 de julho de 1947. Uma amiga dele, Irma Leveton, mais tarde se lembrou: "Valerie foi a única coisa boa que aconteceu com Curly, nos últimos anos e a única mulher que realmente se preocupou com ele." Embora sua saúde continuasse a piorar, após o casamento, Valerie deu à luz Janie, nascida em 1948.
No ano seguinte, Curly sofreu um segundo derrame cerebral, que o deixou parcialmente paralisado. Acabou tendo de usar uma cadeira de rodas em 1950 e se alimentava com arroz cozido e maçãs, como parte de sua dieta para reduzir seu peso (e pressão arterial), porque acreditavam que isso iria reduzir o risco de mais ataques, mas não melhorou a sua condição médica. Valerie o internou no Motion Picture Country House and Hospital em 29 de agosto de 1950. Curly foi liberado após diversos meses de tratamento e de exames médicos, embora tivesse que retornar periodicamente. Em fevereiro de 1951, foi colocado em uma casa de repouso, onde sofreu outro derrame cerebral um mês depois. Em abril, Curly foi internado no North Hollywood Hospital and Sanitarium.
Em dezembro de 1951, o supervisor do North Hollywood Hospital and Sanitarium avisou a família Howard que Curly estava se tornando um problema para a equipe de enfermagem na instalação, por causa de sua deterioração mental. Eles admitiram que não poderiam mais cuidar dele e sugeriram que Curly fosse colocado em um hospital para doentes mentais, mas Moe recusou-se a fazer isso.

### Morte
Em 7 de janeiro de 1952, Moe foi chamado novamente pela equipe do hospital, no set de filmagens da Columbia, enquanto filmava He Cooked His Goose, para pegar Curly e interná-lo no Baldy View Sanitarium em São Gabriel, Califórnia, a qual seria sua última vez. Onze dias depois, em 18 de janeiro, Curly faleceu aos 48 anos de idade, após sofrer uma hemorragia massiva cerebral. Foi sepultado em um túmulo ao ar livre no Cemitério Home of Peace Memorial Park, East Los Angeles, Condado de Los Angeles, Califórnia nos Estados Unidos. Seu irmão mais velho, Shemp Howard, também foi enterrado lá, em uma cripta, bem como seus pais Solomon & Jennie Horwitz, além do irmão Benjamin "Jacob / Jack".

## Vida pessoal
A personalidade de Curly fora das telas era uma antítese de sua persona maníaca que aparecia nos curtas. Curly era uma pessoa quieta e introvertida e assim como muitos outros artistas daquela época, não soube lidar com as pressões da fama. Além disso, o fato de raspar o cabelo e o bigode o afetou emocionalmente, fazendo-o sentir-se menos atraente para as mulheres. De fato, muitos que o conheciam diziam que as mulheres eram sua fraqueza principal.
Curly era um homem introvertido que raramente se socializava com as pessoas, a menos que fosse para beber. O alcoolismo se tornou frequente na vida de Curly, principalmente após sua fama. Com a família, ele bebia apenas quando estava na presença do irmão Shemp. Curly nunca bebia quando estava com Moe, que sempre cuidou de seu irmão mais novo, de uma forma paternal. Ele nunca bebia durante suas atuações nos filmes ou quando estava no palco, porque Moe nunca permitiu isso. 
Durante a Segunda Guerra Mundial, a cada sete meses por ano, a programação de filmagem do trio era feita em hiatos, permitindo-lhes fazer aparições pessoais. Os Três Patetas entretinham os recrutas constantemente e o horário de trabalho era intenso, o que ocupava Curly por completo. No entanto, em uma ocasião e na ausência de seu irmão Moe, ele partiu para uma boate, onde bebeu, comeu e festejou tudo o que tinha direito. A partir daí, passou a tornar-se incontrolável, o que acabou afetando suas finanças pessoais. Tinha dificuldades em administrar suas finanças, gastando frequentemente seu dinheiro em bebidas, comidas, mulheres, casas, carros e especialmente cães, ficando muitas vezes, perto da pobreza. Moe eventualmente o ajudava a administrar seu dinheiro e até mesmo, a preencher suas declarações de imposto de renda. Com seu estilo de vida selvagem, Curly tinha ganhado muito peso e assim, desenvolveu sua hipertensão.
Curly também tinha uma amizade especial por cachorros(que ironicamente eram uma das muitas fobias de seu irmão mais velho Shemp). Começou a pegar cães sem-teto e os levava com ele de cidade em cidade, até que encontrasse um lar para eles, durante as turnês do grupo. Quando não o fazia, Curly normalmente encontrava alguns cães esperando por ele em sua casa também. Moe frequentemente pedia para Curly encontrar uma esposa, na esperança de persuadir seu irmão para finalmente se acalmar e permitir que sua saúde melhorasse um pouco.
Sua comédia preferida dos Três Patetas era A Plumbing We Will Go.

### Casamentos e filhas
Curly foi casado quatro vezes. Ele sempre foi um homem apaixonado por mulheres, especialmente as mais bonitas. Em agosto de 1930], se casou ainda muito jovem, com sua primeira esposa, Julia Rosenthal, o que resultou em uma relação curta e difícil, se divorciando após seis meses. O segundo casamento surgiu com Elaine Ackerman, no dia 7 de junho de 1937. Desta união, nasceu sua primeira filha, Marilyn, mas esta união também não durou e se divorciaram em 1940. Em 17 de outubro de 1945, Curly se casou com Marion Buxbaum. Após três meses de intensas brigas e acusações, Curly se separou de Marion em 14 de janeiro de 1946. Este divórcio foi um escândalo na época e todos os jornais esmiuçaram o caso à exaustão.
Foi após sua separação de Marion, que a saúde de Curly começou a deteriorar-se acentuadamente. Ele conheceu Valerie Newman, com quem se casou em 31 de julho de 1947. Valerie foi a sua quarta e última esposa que cuidou dele naqueles últimos anos terríveis. Valerie deu à luz sua segunda filha, Janie.

## Legado
Curly Howard é considerado por muitos fãs e críticos como o melhor membro dos Três Patetas.
Em 1959, a Columbia sindicalizou toda a filmografia dos Três Patetas para a televisão, através de sua subsidiária Screen Gems e o trio foi redescoberto pelos jovens. O Pateta mais popular nessa época era Curly. Então, Moe e Larry convidaram o ator e comediante Joe DeRita para se juntar ao grupo, por causa de sua semelhança física com Curly. Após raspar sua cabeça, DeRita foi batizado de "Curly Joe", tornando-se o sexto e último Pateta.
Em uma entrevista de 1972, Larry Fine lembrou: "Pessoalmente, eu pensei que Curly era o maior, porque ele era um comediante natural, que não teve nenhum treinamento especial. Qualquer coisa que ele fizesse, seria uma inspiração do momento. Quando perdemos Curly, perdemos um sucesso."
Os maneirismos, o comportamento e a personalidade de Curly, juntamente com suas frases "n'yuk, n'yuk, n'yuk," "woob, woob, woob" tornaram-se parte da cultura popular americana. Steve Allen disse que Curly foi um dos maiores comediantes que já existiu, embora fosse pouco reconhecido.
O livro The Columbia Comedy Shorts de Ted Okuda e Edward Watz mostram o sucesso e o legado de Curly em perspectiva crítica:
| “ | Poucos comediantes chegaram perto de se igualarem com a energia pura e genuína, no sentido de diversão, que Curly foi capaz de se projetar. Ele era um personagem personificado, uma criatura de ação frenética cuja única preocupação era satisfazer seus desejos imediatos. Permitia que suas emoções o dominassem e sem fazer qualquer tentativa de esconder seus verdadeiros sentimentos, riria com indulgência de sua própria astúcia. Quando confrontado com um problema, rosnava, batia no rosto e atacava o obstáculo com toda a tenacidade de uma criança de seis anos. | ” |

De 1980 a 1982, a série de sátiras cômicas da ABC, Fridays, apresentou um sketch ocasional de "The Numb Boys" - essencialmente uma paródia dos Três Patetas, relacionada com um tópico de notícias recentes - com John Roarke interpretando um Curly muito convincente (e Bruce Mahler como Moe e Larry David como Larry). Em 30 de agosto de 1983, os Três Patetas ganharam uma estrela na Calçada da Fama de Hollywood. Nessa ocasião, Joe Besser recordou sua amizade com os Patetas em um discurso emocionante se referindo "aos quatro meninos" (Moe, Larry, Curly e Shemp).
Em 2000, um famoso fã de longa data dos Três Patetas, Mel Gibson, produziu um filme de televisão para a ABC sobre a vida e as carreiras dos comediantes. Em uma entrevista promovendo o filme, ele disse que Curly era seu personagem favorito dos Três Patetas. No filme, Curly foi interpretado por Michael Chiklis.
No filme The Three Stooges dos irmãos Farrelly lançado em 2012, Will Sasso interpretou Curly. Robert Capron interpretou o pequeno Curly.

## Livros recomendados
- Curly: An Illustrated Biography of the Superstooge, por Joan Howard Maurer (Citadel Press, 1988).
- The Complete Three Stooges: The Official Filmography and Three Stooges Companión, por Jon Solomon, (Comedy III Productions, Inc., 2002).
- One Fine Stooge: A Frizzy Life in Pictures, por Steve Cox y Jim Terry, (Cumberland House Publishing, 2006).